# Terra Média

Mapa da Terra Média (em inglês).

Terra Média é a terra antiga e fictícia de J. R. R. Tolkien, onde a maioria dos contos do seu imaginário ocorrem. Terra Média é a tradução literal do termo anglo-saxão middangeard, referindo-se a este mundo, o reino dos humanos. Tolkien traduziu "Terra-média" como Endor (algumas vezes Endórë) e Ennor nas línguas élficas quenya e sindarin.
Apesar de o cenário da Terra Média ser geralmente considerado outro mundo,  é na realidade um período imaginário do passado da nossa própria Terra. Tolkien insistiu que a Terra Média é a nossa Terra em várias das suas cartas, sendo que na carta 211 ele estima que a Terceira Era teria terminado 600 mil anos antes do nosso próprio tempo. A ação nos livros é bastante restrita ao noroeste do continente, correspondendo à atual Europa, e pouco é conhecido sobre o leste e sul da Terra Média. A história da Terra Média está dividida em várias Eras: O Hobbit e O Senhor dos Anéis lidam exclusivamente com eventos relacionados com o fim da Terceira Era, enquanto que O Silmarillion trata principalmente da Primeira Era. O seu mundo era originalmente plano mas foi tornado redondo perto do fim da Segunda Era por Eru Ilúvatar, o Criador.
Muito do nosso conhecimento da Terra Média é baseado em escritos que Tolkien não acabou para publicação durante a sua vida. Nestes casos, este artigo é baseado na versão do imaginário que é considerado canônico pela maioria de fãs de Tolkien, tal como discutido no canôn da Terra Média.

## Etimologia
O termo "Terra Média" ("Middle-earth" em inglês) não foi inventado por Tolkien. Ele já existia no anglo-saxão como middanġeard e no inglês médio como midden-erd ou middel-erd e em norueguês antigo como Midgard. É em inglês aquilo que os Gregos chamaram o οικουμένη (oikoumenē) ou "o local permanente dos homens", o mundo físico como oposto dos mundos invisíveis (As Cartas de J. R. R. Tolkien, 151). A palavra Mediterrâneo provém de duas raízes latinas, medi, meio, e terra.
Middangeard é citada meia-dúzia de vezes em Beowulf, o qual Tolkien traduziu e sobre cujo estudo ele era possivelmente a maior autoridade mundial. (Ver também J. R. R. Tolkien para discussão das suas inspirações e fontes). Ver Midgard e Mitologia Nórdica para o uso mais antigo.
Tolkien também foi inspirado por este fragmento:
Eala earendel engla beorhtast / ofer middangeard monnum sended.
Avé Earendel, o mais brilhante dos anjos / acima da Terra Média enviado para os homens.
do poema Crist de Cynewulf. O nome earendel (que pode significar a 'estrela da manhã' mas em alguns contextos era um nome para Cristo) foi a inspiração para personagem o marinheiro de Tolkien, Eärendil.
O nome foi conscientemente usado por Tolkien a partir do início da década 30 para estabelecer O Hobbit, O Senhor dos Anéis, O Silmarillion, e escritos relacionados, gradualmente substituindo as antigas expressões Terras Exteriores e Terras Grandes, que designavam os mesmos lugares. O termo "Terra-média" é especificamente usado para designar as terra ao leste do Grande Mar (Belegaer), excluindo Aman mas incluindo Harad e outras terras mortais não descritas por Tolkien.

## Geografia
J. R. R. Tolkien nunca finalizou a geografia de todo o mundo associado a O Hobbit e a O Senhor dos Anéis. Em The Shaping of Middle-earth, volume IV da História da Terra Média, Christopher Tolkien publicou vários mapas de referência, tanto da original terra plana como do mundo redondo, que seu pai tinha criado no final dos anos 30. Karen Wynn Fonstad partiu desses mapas para desenvolver detalhados "mapas do mundo inteiro", apesar de não-canônicos, que refletiam um mundo consistente com as eras históricas retratadas em O Silmarillion, O Hobbit, e O Senhor dos Anéis.
Endor, o termo "quenya" para Terra Média, foi concebido originalmente como se ajustando a um esquema grandemente simétrico, desfigurado pela ambição de Melkor de ser o único criador. A simetria era definida por dois grandes sub-continentes, um no norte e outro no sul, com cada um deles com duas longas cadeias de montanhas nas regiões a este e a oeste. Foram dados às cadeias montanhosas nomes baseados nas cores (Montanhas Brancas, Montanhas Azuis, Montanhas Cinzentas e Montanhas Vermelhas).
Os vários conflitos com Melkor resultaram na distorção das formas das terras. Originalmente, havia apenas um corpo de água interior, no meio do qual estava situada a ilha de Almaren,onde viviam os Valar. Quando Melkor destruiu as lâmpadas dos Valar, que iluminavam o mundo, foram criados dois vastos mares, mas Almaren e o seu lago foram destruídos nas grandes ondas causadas pela destruição. O mar setentrional tornou-se o Mar de Helcar (Helkar). As terras a leste das Montanhas Azuis tornaram-se em Beleriand (que significa "a terra dos Valar"). Melkor ergueu as Montanhas Nebulosas para impedir o progresso do Vala Oromë, na caça deste às bestas de Melkor durante o período de escuridão que antecedeu o despertar dos Elfos.
As lutas violentas durante a Guerra da Ira entre a Hoste dos Valar e os exércitos de Melkor, no final da Primeira Era, trouxeram a destruição de Beleriand. Também é possível que, durante este período, o mar interior de Helcar tenha sido escoado.
O mundo, não incluindo os corpos celestiais, foram identificados por Tolkien como "Ambar" em vários textos, mas foi igualmente identificado como "Imbar",  o Habitat, em textos pós Senhor dos Anéis. Do período da destruição das duas lampadas até ao período da queda de Númenor, Ambar era suposto ser um "mundo plano", no qual os seus territórios habitáveis fossem organizados numa parte do mundo. Um continente a Oeste, Aman, fora a casa de Valar. As terras médias (centrais), Endor, foram chamadas de "Terra-média" e o local de grande parte das histórias de Tolkien. A parte oriental do continente era habitado por homens que não vieram para o oeste mas pouco foi descrito pelo autor.
Quando Melkor envenenou as Duas Árvores dos Valar e fugiu de Aman de volta para Endor, os Valar criaram o Sol e a Lua, que eram corpos separados (de Ambar), mas fazendo parte de Arda (o reino das Crianças de Ilúvatar). Alguns anos após a publicação de "O Senhor dos Anéis", em uma nota associada à narrativa original "Athrabeth Finrod ah Andreth" (na qual é dito que ocorreu em Beleriand durante a Guerra das Jóias), Tolkien igualou Arda ao Sistema Solar; porque Arda consistia mais do que um corpo criado por um deus.
De acordo com os registos em O Silmarillion e em O Senhor dos Anéis, quando Ar-Pharazôn invadiu Aman à procura da imortalidade dos Valar, eles descuidaram-se na protecção do mundo conduzindo à intervenção de Ilúvatar, destruindo Númenor, removendo Aman "dos círculos do mundo", e moldando Ambar à forma redonda do mundo actual.  Akallabêth diz que os numenorianos que sobreviveram à Queda do seu mundo navegaram para Oeste à procura da sua casa antiga, mas as suas viagens apenas os conduziram à volta do mundo, conduzindo-os ao ponto de partida. Assim, antes do fim da Segunda Era, a transição de uma "Terra Plana" para "Terra redonda" havia terminado.
O continente de Endor tornou-se aproximadamente o equivalente à Eurásia, mas a geografia ficcional de Tolkien não fornece correlações exactas entre a narrativa de O Senhor dos Anéis e o território da Europa ou até mesmo territórios vizinhos. Pode-se assim assumir que o leitor compreende o mundo implícito à subsequente não documentada transformação (Que alguns especulam que Tolkien teria equiparado com o dilúvio bíblico) em algum tempo após o fim da Terceira Era.

## O mundo
Eä é o nome do Universo, enquanto arda, (significa o Reino, vindo do élfico primitivo gardā, adaptada do valarin Aþāraphelūn) é, a princípio, o nome usado para designar o Sistema Solar, mas também pode ser usado especificamente como nome para o Planeta Terra. Segundo a mitologia de Tolkien, Arda foi criada através da composição de uma música magnífica, Ainulindalë, quando Ilúvatar solicitou aos Ainur, espécie de anjos, que criassem juntos uma grandiosa melodia, com a inspiração da Chama Imperecível. Sempre foi alvo da cobiça de Melkor, cujo objetivo era governá-la. Porém, Manwë foi designado para ser o senhor do reino de Arda. Este chamou a si muitos espíritos superiores e inferiores, que desceram aos campos de Arda e ajudaram na concretização do projeto vislumbrado na Grande Música, preparando Arda para a chegada dos Filhos de Ilúvatar.
Apesar de 'Terra Média' referir-se estritamente a um continente específico (chamado Endor na língua élfica quenya e Ennor em Sindarin, ambos designando "terra do meio"), representando aquilo que nós conhecemos como Eurásia e África, o termo é muitas vezes usado para significa toda a 'terra' (correctamente chamada Arda), ou até todo o universo no qual os contos tomam lugar.
Se o mapa da Terra Média for projectado na nossa Terra real (uma aproximação imperfeita, na melhor das hipóteses), e algumas das semelhanças climatológicas, botânicas e zoológicas mais óbvias se alinharem, o Shire (Condado) dos Hobbits situar-se-aria na temperada Inglaterra, Gondor nas mediterrânicas Itália e Grécia, Mordor nos áridos Turquia e Médio Oriente, o Sul de Gondor nos desertos do Norte de Africa, Rhovanion nas florestas da Europa de Leste e nas estepes da Rússia ocidental e meridional, e a Baía Gelada de Forochel nos fiordes da Noruega.
De acordo com Tolkien, é suposto que o Shire se localize aproximadamente na área das regiões centrais de Inglaterra (especificamente Warwickshire), enquanto que Minas Tirith em Gondor é comparável a Veneza, e Pelargir a Bizâncio (Constantinopla).
O Hobbit e O Senhor dos Anéis são apresentados como as realizações de Bilbo, Frodo e outros Hobbits, e tencionam ser uma tradução do Livro Vermelho do Marco Ocidental. Tal como Rei Lear de Shakespeare ou Conan, o Bárbaro de Robert E. Howard, os contos ocupam um local histórico que não poderia ter realmente existido. As datas para o comprimento do ano e as fases da lua, junto com as descrições de constelações, estabelecem firmemente o mundo como sendo a Terra, não mais do que há alguns milhares de anos.
Tolkien escreveu extensivamente sobre linguística, mitologia e história da terra, que formaram a espinha dorsal para as suas histórias. A maior parte dos seus livros, com excepção de O Hobbit e O Senhor dos Anéis, foram editados e publicados postumamente pelo seu filho Christopher.
Notável entre eles é O Silmarillion, o qual descreve uma cosmologia mais alargada que inclui a Terra Média bem como Valinor, Númenor, e outras terras. Também notáveis são os Contos Inacabados e os múltiplos volumes de The History of Middle Earth, que incluem histórias incompletas e ensaios bem, como detalham o desenvolvimento dos escritos de Tolkien desde os primeiros rascunhos até às últimas obras na sua vida.

## Cosmologia
A suprema divindade do universo de Tolkien é chamada Eru Ilúvatar. No princípio, Ilúvatar criou espíritos chamados Ainur, e conduziu-os com música divina. O Ainu Melkor, equivalente de Tolkien para Satanás, quebrou a harmonia, e em resposta Ilúvatar introduziu novos temas que intensificaram a música para além da compreensão dos Ainur. A essência da sua canção estabelecia a história do universo ainda por criar e das pessoas que aí iriam habitar.
Então Ilúvatar criou Eä, o próprio universo, e os Ainur formaram nele Arda, a Terra, "englobada dentro do vazio": o mundo, juntamente com o ar é separada de Kuma, o "vazio" sem vida. Os quinze Ainur mais poderosos que apareceram inicialmente no mundo para moldar e governar Arda são chamados os valares, sendo um dos quais Melkor, o mais poderoso.
Antes da segunda metade da Primeira Era, a Terra era radicalmente diferente do mundo da Terceira Era e das Eras posteriores: Arda foi criada como um mundo plano, representada como um navio ou uma ilha a flutuar no oceano circundante (Vaiya), que forma água por baixo de Arda e ar por cima. O Sol e a Lua, bem como algumas estrelas (incluindo as estrelas da Ursa Maior) seguiram o seu caminho dentro de Vaiya, e como tal são parte de Arda, separados do Vazio.
Na sublevação cósmica que se seguiu à Queda de Númenor no final da Segunda Era, a cosmologia alterou-se radicalmente, uma vez que Arda se transformou num mundo em forma de globo parecida com a Terra actual. O continente de Aman foi retirado do mundo, e as novas terras foram criadas "sob" as terras antigas.

## Povos
A Terra Média é o lar de várias espécies inteligentes. Primeiro estão os Ainur, seres angelicais criados por Ilúvatar. Os Ainur ajudaram Ilúvatar a criar Arda no mito cosmológico chamado "Ainulindalë", ou "Música dos Ainur". Alguns dos Ainur entraram posteriormente em Arda, e os maiores destes são chamados de Valar. Melkor (posteriormente chamado "Morgoth"), a representação do mal na Terra Média, era inicialmente um deles.
Os Ainur inferiores que entraram em Arda são chamados de Maiar. Na Primeira Era, o principal exemplo é Melian, esposa do Rei Élfico Thingol; na Terceira Era, os Maiar estão representados pelos Istari (a quem os Homens chamam Magos), incluindo Gandalf, Saruman e Radagast. Também havia Maiar maléficos, incluindo os Balrogs e o Senhor das Trevas Sauron.
Mais tarde vieram os filhos de Ilúvatar: Elfos e Homens, seres inteligentes criados unicamente por Ilúvatar. Em O Silmarillion, passado na Primeira Era e mesmo antes, muito é dito acerca dos Elfos, os Primogênitos, em sua glória, mas os Homens aparecem perto do fim.
Dos descendentes dos Homens Fiéis aos Eldar e das Três Casas dos Edain se trata na história da Queda de Númenor, ocorrida na Segunda Era. Os seus herdeiros na Terceira Era são os Homens de Arnor e de Gondor que aparecem n'O Senhor dos Anéis. Os Hobbits são descritos como uma derivação dos Homens.
Os Anões têm uma posição especial nas lendas, uma vez que não foram criados por Ilúvatar, mas por um dos Valar, de nome Aulë. Contudo, Aulë ofereceu as suas criações a Ilúvatar, que adota os Anões e lhes dá vida e vontade próprias. Os Ents, pastores das árvores, são criados por Ilúvatar a pedido de Yavanna, para equilibrar com os Anões.
Os Orcs e os Trolls são criaturas maléficas criadas por Morgoth; não são criações originais, mas antes imitações dos Elfos e dos Ents. A sua origem definitiva é incerta, mas pelo menos alguns deles foram criados a partir de Elfos e Homens corruptos.
Aparentemente, aparecem também alguns animais sábios, tal como as Águias, Huan o Grande Cão de Caça de Valinor, e os Wargs. As Águias são criadas por Ilúvatar juntamente com os Ents, mas de modo geral, a origem e natureza destes animais não são claras. Alguns deles poderão ser Maiar em forma de animal, ou talvez os filhos de Maiar e animais normais.
Também em O Hobbit e O Senhor dos Anéis há menção dos Beornings, que seriam uma espécie de humanos com poderes de transformarem-se em ursos (troca-peles) e lobisomens, e homens-dragões gigantes e muitas outras espécies que receberam breves e obscuros comentários nas obras.

## Línguas
Originalmente, Tolkien começou a escrever O Silmarillion como uma derivação dos seus projectos de construção de linguagens. Delineou duas línguas élficas principais, que mais tarde ficariam conhecidas por Quenya, falada pelos Vanyar, pelos Noldor e alguns Teleri, e o Sindarin, falada pelos Elfos que permaneceram em Beleriand (ver abaixo). Estas línguas estavam relacionadas, e considera-se que sejam um postulado da forma ancestral de ambas, o eldarin comum.
Outros idiomas do mundo incluem:
- Adûnaico - falada pelos numenorianos.
- Língua Negra - concebida por Sauron para seus escravos.
- Khuzdul - falada pelos Anões.
- Rohirric - falado pelos Rohirrim - representado n'O Senhor dos Anéis pelo inglês antigo.
- Westron - o 'Idioma Comum' - representado pela língua inglesa.
- Valarin - a linguagem dos Ainur.
- Entês - falada pelos ents.
- Orkish - a língua proíbida de Mordor

## História da Terra Média
A história da Terra Média está dividia em três períodos de tempo, conhecidos como os Anos das Lâmpadas, os Anos das Árvores e os Anos do Sol. Os Anos do Sol são posteriormente subdivididos em Eras. A maior parte das histórias da Terra Média ocorre nas primeiras três Eras do Sol.
Os Anos das Lâmpadas começaram pouco após a criação de Arda pelos valares. Os Valar criaram duas lâmpadas para iluminar o mundo, e o Vala Aulë construiu duas grandes torres, uma no norte longínquo, e outra no sul mais profundo. Os Valar viviam no meio, na ilha de Almaren. A destruição das duas lâmpadas por Melkor marcou o final dos Anos das Lâmpadas.
Então, Yavanna criou as Duas Árvores, chamadas Telperion e Laurelin na terra de Aman. As Árvores iluminavam Aman, deixando a Terra Média no crepúsculo. Os Elfos acordaram perto do Lago Cuiviénen, a este da Terra Média, e foram rapidamente abordados pelos Valar. Muitos dos Elfos foram persuadidos a continuar a Grande Viagem em direcção ao Ocidente para Aman, mas nem todos eles terminaram a viagem (ver a Cisão dos Elfos). Os Valar tinham capturado Melkor, mas ele parecia arrependido e foi libertado. Semeou grande discórdia entre os Elfos, e provocou rivalidades entre os príncipes Elfos Fëanor e Fingolfin. Depois, assassinou o pai de ambos, o rei Finwë, e roubou os Silmarils, três gemas forjadas por Fëanor que continham a luz das Duas Árvores, do seu cofre, e destruiu ele próprio as Árvores.
Fëanor e os da sua casa saíram para perseguir Melkor em Beleriand, amaldiçoando-o com o nome de 'Morgoth' (O Inimigo Negro). Seguiu-se um exército maior, liderado por Fingolfin. Alcançaram a cidade portuária dos Teleri, Alqualondë, mas os Teleri recusaram-se a dar-lhes navios para alcançar a Terra Média. Seguiu-se a primeira Matança entre famílias. O exército de Fëanor partiu nos navios roubados, deixando Fingolfin para trás, para se dirigir à Terra Média através do implacável Helcaraxë (ou gelo tormentoso) no norte longínquo. Subsequentemente, Fëanor foi assassinado, mas a maior parte dos seus filhos sobreviveram e fundaram reinos, tal como Fingolfin e seus filhos.
A Primeira Era dos Anos do Sol começou quando os Valar fizeram o Sol e a Lua a partir dos últimos fruto e flor das Árvores moribundas. Depois de várias grandes batalhas, a Longa Paz durou centenas de anos, durante os quais os Homens chegaram às Montanhas Azuis. Mas um por um, os reinados élficos tombaram, até mesmo a cidade escondida de Gondolin. No final da era, tudo o que restava dos Elfos e Homens livres era uma povoação na boca do rio Sirion. Entre eles estava Eärendil, cuja esposa Elwing possuía um Silmaril que os seus avós Beren e Lúthien tinham recuperado da coroa de Morgoth. Mas os Fëanorianos tentaram reivindicar a posse do Silmaril à força, levando a outra matança entre famílias. Eärendil e Elwing levaram o Silmaril através do Grande Mar, e imploraram aos Valar perdão e ajuda. Eles responderam. Melkor foi exilado para o vácuo e a maior parte das suas obras destruídas. Isto foi conseguido com grande custo, porque a própria Beleriand foi destruída e começou a afundar-se sob o mar.
Assim começou a Segunda Era na Terra Média. Aos Homens que se tinham mantido fiéis foi-lhes concedida a ilha de Númenor como casa, a oeste, enquanto que aos Elfos foi-lhe permitido o regresso ao Ocidente. Os numenoreanos tornara-se grandes marinheiros, mas também cada vez mais invejosos dos Elfos devido à sua imortalidade. Entretanto, na Terra Média, tornou-se aparente que Sauron, o principal servo de Morgoth, estava activo de novo. Trabalhou com os ferreiros élficos em Eregion no ofício dos anéis, e forjou o Um Anel para os dominar a todos. Os Elfos ficaram cientes da sua existência, e deixaram de usar os seus.
O último rei Numenoreano, Ar-Pharazôn, pela força do seu exército, humilhou Sauron e trouxe-o para Númenor como refém. Mas com a ajuda do Um Anel, Sauron enganou Ar-Pharazôn e convenceu o rei a invadir Aman, prometendo imortalidade a todos os que pisassem as Terras Imortais. Amandil, chefe dos que se mantiveram fiéis aos Valar, tentou rumar a ocidente para procurar a sua ajuda. O seu filho, Elendil, e os seus netos, Isildur e Anárion, prepararam-se para fugir para este, para a Terra Média. Quando as forças do Rei chegaram a Aman, os Valar pediram a intervenação de Ilúvatar. O mundo estava mudado, e a Estrada Recta da Terra Média para Aman já não existia, intransitável para todos menos para os Elfos. Númenor foi completamente destruída, e com ela o corpo legítimo de Sauron, mas o seu espírito resistiu e voltou para a Terra Média. Elendil e seus filhos fugiram para a Terra Média a fundaram os reinos de Gondor e Arnor. Cedo, Sauron ergueu-se de novo, mas os Elfos aliaram-se aos Homens para formar a Última Aliança e derrotá-lo. O seu Um Anel foi-lhe tirado por Isildur, mas não destruído.
A Terceira Era assistiu ao aumento do poder dos reinos de Arnor e Gondor. Na época de O Senhor dos Anéis, Sauron tinha recuperado muita da sua força anterior, e procurava o Um Anel. Ele descobriu que estava na posse de um Hobbit e mandou os nove Espectros do Anel para o recuperar. O portador do anel, Frodo Baggins, viajou para Rivendell, onde se decidiu que o Anel tinha de ser destruído da única forma possível: atirando-o para o fogo da Montanha da Perdição. Frodo partiu para a jornada com oito companheiros—a Sociedade do Anel. No último instante falhou, mas com a intervenção da criatura Gollum—que tinha sido salvo pela piedade de Frodo e de Bilbo Bolseiro— o Anel foi no entanto destruído. Frodo e o seu companheiro Sam Gangi foram aclamados como heróis. Sauron foi destruído para sempre e o seu espírito dissipou-se.
O fim da Terceira Era marcou o fim do tempo dos Filhos Primogênitos de Ilúvatar e o começo do domínio dos Homens. Quando a Quarta Era começou, a maioria dos Elfos que viveram na Terra Média mudaram-se para Valinor, para nunca mais voltar; as criaturas do inimigo foram destruídas, e a paz foi restaurada entre Gondor e as terras do Sul e Oeste. Eventualmente, os contos da Terra Média tornaram-se lenda, e a verdade sobre eles foi esquecida.

## Livros
| Ano  | Título Origina                                                           | Titulo no Brasil                                                  | Nota |
| ---- | ------------------------------------------------------------------------ | ----------------------------------------------------------------- | --- |
| 1937 | The Hobbit, or There and Back Again                                      | O Hobbit ou Lá e de Volta Outra Vez                               | |
| 1954 | The Fellowship of the Ring                                               | A Sociedade do Anel                                               | |
| 1954 | The Two Towers                                                           | As Duas Torres                                                    | |
| 1955 | The Return of the King                                                   | O Retorno do Rei                                                  | |
| 1962 | The Adventures of Tom Bombadil                                           | As Aventuras de Tom Bombadil                                      | Coletânea de poemas ambientados na Terra-Média. |
| 1966 | Bilbo's Last Song                                                        |                                                                   | Poema ambientado na Terra-Média. |
| 1967 | The Road Goes Ever On                                                    |                                                                   | Um ciclo de canções com o compositor Donald Swann (há muito não editado, mas re-editado em 2002).                                                                    |
| 1975 | Guide to the Names in The Lord of the Rings                              |                                                                   | Guia para os nomes de O Senhor dos Anéis. |
| 1977 | The Silmarillion                                                         | O Silmarillion                                                    | Ambientado na Terra-Média, uma coletânea de contos editadas por Christopher Tolkien com a assistência de Guy Gavriel Kay.                                            |
| 1980 | Unfinished Tales of Númenor and Middle-earth                             | Contos Inacabados de Númenor e da Terra-Média                     | Ambientado na Terra-Média, uma coletânea de contos editadas por Christopher Tolkien                                                                                  |
| 1983 | The Book of Lost Tales 1                                                 | O Livro dos Contos Perdidos 1                                     | Coleção The History of Middle-earth, uma série em 12 volumes que reúne e analisa textos de Tolkien sobre a Terra-Média. Compilado e editadas por Christopher Tolkien |
| 1984 | The Book of Lost Tales 2                                                 | O Livro dos Contos Perdidos 2                                     | Coleção The History of Middle-earth, uma série em 12 volumes que reúne e analisa textos de Tolkien sobre a Terra-Média. Compilado e editadas por Christopher Tolkien |
| 1985 | The Lays of Beleriand                                                    |                                                                   | Coleção The History of Middle-earth, uma série em 12 volumes que reúne e analisa textos de Tolkien sobre a Terra-Média. Compilado e editadas por Christopher Tolkien |
| 1986 | The Shaping of Middle-earth                                              |                                                                   | Coleção The History of Middle-earth, uma série em 12 volumes que reúne e analisa textos de Tolkien sobre a Terra-Média. Compilado e editadas por Christopher Tolkien |
| 1987 | The Lost Road and Other Writings                                         |                                                                   | Coleção The History of Middle-earth, uma série em 12 volumes que reúne e analisa textos de Tolkien sobre a Terra-Média. Compilado e editadas por Christopher Tolkien |
| 1988 | The Return of the Shadow                                                 |                                                                   | Coleção The History of Middle-earth, uma série em 12 volumes que reúne e analisa textos de Tolkien sobre a Terra-Média. Compilado e editadas por Christopher Tolkien |
| 1989 | The Treason of Isengard                                                  |                                                                   | Coleção The History of Middle-earth, uma série em 12 volumes que reúne e analisa textos de Tolkien sobre a Terra-Média. Compilado e editadas por Christopher Tolkien |
| 1990 | The War of the Ring                                                      |                                                                   | Coleção The History of Middle-earth, uma série em 12 volumes que reúne e analisa textos de Tolkien sobre a Terra-Média. Compilado e editadas por Christopher Tolkien |
| 1992 | Sauron Defeated                                                          |                                                                   | Coleção The History of Middle-earth, uma série em 12 volumes que reúne e analisa textos de Tolkien sobre a Terra-Média. Compilado e editadas por Christopher Tolkien |
| 1993 | Morgoth's Ring                                                           |                                                                   | Coleção The History of Middle-earth, uma série em 12 volumes que reúne e analisa textos de Tolkien sobre a Terra-Média. Compilado e editadas por Christopher Tolkien |
| 1994 | The War of the Jewels                                                    |                                                                   | Coleção The History of Middle-earth, uma série em 12 volumes que reúne e analisa textos de Tolkien sobre a Terra-Média. Compilado e editadas por Christopher Tolkien |
| 1996 | The Peoples of Middle-earth                                              |                                                                   | Coleção The History of Middle-earth, uma série em 12 volumes que reúne e analisa textos de Tolkien sobre a Terra-Média. Compilado e editadas por Christopher Tolkien |
| 2007 | The Children of Húrin                                                    | Os filhos de Húrin                                                | Livro que entra com mais detalhes na história de Túrin Turambar, mencionada em O Silmarillion                                                                        |
| 2007 | The History of The Hobbit                                                |                                                                   | |
| 2017 | Beren and Lúthien                                                        | Beren e Lúthien                                                   | História ambientada na Terra-Média. Compilado e editadas por Christopher Tolkien                                                                                     |
| 2018 | The Fall of Gondolin                                                     | A Queda de Gondolin                                               | História ambientada na Terra-Média. Compilado e editadas por Christopher Tolkien                                                                                     |
| 2021 | The Nature of Middle-earth                                               | A Natureza da Terra-Média                                         | Materiais sobre a Terra-Média até então não publicados. Compilado e editado por Carl F. Hostetter.                                                                   |
| 2022 | The Fall of Númenor: And Other Tales from the Second Age of Middle-Earth | A Queda de Númenor: e outros contos da Segunda Era da Terra-média | |

## Adaptações

### Filmes e Série
Em carta a Christopher Tolkien, J. R. R. Tolkien desistiu de sua política de não adaptação de seus trabalhos para o cinema: "Dinheiro ou arte". Ele vendeu os direitos de O Hobbit e O Senhor dos Anéis para a United Artists em 1969 depois de ser surpreendido por um inesperado imposto. Estes direitos estão atualmente nas mãos de Tolkien Enterprises, que não tem relação com a Tolkien Estate, a qual mantém os direitos de O Silmarillion e de outras obras.
A primeira adaptação para cinema foi O Hobbit em 1977, criada nos estúdios Rankin-Bass. Foi inicialmente exibido na televisão dos EUA.
No ano seguinte (1978), um filme intitulado O Senhor dos Anéis foi lançado, produzido e dirigido por Ralph Bakshi; foi uma adapatação da primeira metade da história, usando animação de rotoscopia. Apesar de relativamente fiel a história, foi mais um sucesso comercial que crítico, e acabou não tendo uma continuação.
Em 1980, os Rankin-Bass produziram um especial de TV cobrindo a última metade de O Senhor dos Anéis, que foi chamado de O Retorno do Rei. No entanto, o filme não seguiu diretamente o fim do filme de Bakshi.
Planos para um filme com atores esperaram até final dos anos 90 para ser executados, quando a New Line Cinema resolveu financiar o projeto do diretor  Peter Jackson para adaptar O Senhor dos Anéis em uma trilogia de filmes. Lançados entre 2001 e 2003, os filmes foram um enorme sucesso comercial e crítico e juntos somaram 17 Óscars. 
Após o sucesso da trilogia, uma adaptação de O Hobbit tornou-se muito esperada. Em setembro de 2006, o estúdio  Metro-Goldwyn-Mayer - que herdara os direitos ao comprar a United Artists - expressou interesse em se unir a Jackson e a New Line para fazer filmes baseados no livro. Processos contra a New Line por parte de Jackson e da família de Tolkien, bem como a falência da MGM, atrasaram a produção, e fizeram o diretor Guillermo Del Toro a desistir de conduzir os filmes, ficando apenas como produtor e roteirista. Em 2010, Jackson concordou em adaptar O Hobbit em uma série de filmes - originalmente em duas partes, depois aumentado para três. 
A Amazon comprou os direitos televisivos de O Senhor dos Anéis por 250 milhões de dólares em novembro de 2017, assumindo um compromisso de produção de cinco temporadas no valor de pelo menos 1 bilhão de dólares. Isso a tornaria a série de televisão mais cara de todos os tempos. Payne e McKay foram contratados para desenvolver a série em julho de 2018, com o resto da equipe criativa confirmada um ano depois. A seleção aconteceu em todo o mundo, com Robert Aramayo liderando um grande elenco. As filmagens começaram em fevereiro de 2020 em Auckland, Nova Zelândia, depois que negociações entre a Amazon e o governo da Nova Zelândia garantiram que a série pudesse ser produzida no país onde a trilogia de filmes foi feita. A produção foi suspensa em março devido à pandemia de COVID-19, mas foi retomada em setembro. 
A série se passa na Segunda Era da Terra-média antes dos acontecimentos do romance e dos filmes de O Senhor dos Anéis. A Amazon Studios é responsável pela produção em cooperação com a Tolkien Estate, Tolkien Trust, HarperCollins e New Line Cinema. Payne e McKay atuam como os showrunners do projeto. 
A primeira temporada de oito episódios estreou no Prime Video em 1 de setembro de 2022. A série recebeu resenhas geralmente positivas da crítica, com elogios particularmente para a sua cinematografia, visual e trilha sonora, mas algumas críticas foram direcionadas ao ritmo e caracterização. Uma segunda temporada foi formalmente encomendada em novembro de 2019.
| Ano  | Título Original                           | Titulo no Brasil                        | Nota               |
| ---- | ----------------------------------------- | --------------------------------------- | ------------------ |
| 1977 | The Hobbit                                | O Hobbit                                | Animação para TV   |
| 1978 | The Lord of the Rings                     | O Senhor dos Anéis                      | Animação para TV   |
| 1980 | The Return of the King                    | O Retorno do Rei                        | Animação para TV   |
| 2001 | O Senhor dos Anéis: A Sociedade do Anel   | O Senhor dos Anéis: A Sociedade do Anel | Filmes Live-Action |
| 2002 | O Senhor dos Anéis: As Duas Torres        | O Senhor dos Anéis: As Duas Torres      | Filmes Live-Action |
| 2003 | O Senhor dos Anéis: O Retorno do Rei      | O Senhor dos Anéis: O Retorno do Rei    | Filmes Live-Action |
| 2012 | The Hobbit: An Unexpected Journey         | O Hobbit: Uma Jornada Inesperada        | Filmes Live-Action |
| 2013 | The Hobbit: The Desolation of Smaug       | O Hobbit: A Desolação de Smaug          | Filmes Live-Action |
| 2014 | The Hobbit: The Battle of the Five Armies | O Hobbit: A Batalha dos Cinco Exércitos | Filmes Live-Action |
| 2022 | The Lord of the Rings: The Rings of Power | O Senhor dos Anéis: Os Anéis de Poder   | Série de TV        |

### Jogos
As obras de Tolkien têm sido uma grande influência nos jogos de RPG juntamente com outros como Robert E. Howard, Fritz Leiber, H. P. Lovecraft, e Michael Moorcock. Entretanto, o jogo mais famoso inspirado nas ideias de Tolkien foi Dungeons & Dragons. Existem apenas dois jogos especificamente baseados na Terra Média, que são: Lord of the Rings Roleplaying Game da Decipher Inc., e o Middle-Earth Role Playing da Iron Crown Enterprises.
A Simulations Publications criou três war games baseados nas obras de Tolkien. War of the Ring envolve muitos dos eventos da trilogia de O Senhor dos Anéis. Gondor focado na batalha nos Campos de Pelennor, e Sauron envolvido nas batalhas da Segunda Era (?) diante os portões de Mordor. um jogo de guerra baseado na série de filmes O Senhor dos Anéis  está começando a ser produzido por Games Workshop.
Além desses, muitos jogos de computador comerciais foram lançados. Alguns desses derivados da concessão direta de Direitos Autorais, tais como O Hobbit- outros dos direitos dos filmes e merchandising.
Após o fim dos filmes, a Electronic Arts lançou vários jogos inspirados na série, em gêneros como RPG - The Lord of The Rings: The Third Age - e estratégia em tempo real - The Lord of the Rings: The Battle for Middle Earth. Um dos mais bem-sucedidos foi o MMORPG The Lord of the Rings Online, lançado em 2007.
Em 2014 a Monolith Productions em parceria com a Warner Bros. Interactive Entertainment lançam Middle-earth: Shadow of Mordor, um RPG de ação situado no período entre os acontecimentos de "O Hobbit" e "O Senhor dos Anéis". O jogo recebeu críticas positivas em diversos sites especializados.
No ano de 2017, foi lançado Terra Média: Sombras da Guerra, a continuação direta do primeiro game que mostra o embate final entre os protagonistas Talion e Celebrimbor contra o Senhor do Escuro Sauron.